# Otočac
Otočac (in italiano anche Ottocio) è una città della montuosa regione della Lika e di Segna in Croazia.

## Storia
In passato gli insediamenti di Brlog e Prozor furono insediamenti romani rispettivamente con i nomi di Avendo e Arupium. Dal 1460 al 1534 Otočac fu sede vescovile.

## Geografia
È situata ad un'altitudine di 459 metri sul livello del mare.

## Località
Il comune di Otočac è diviso in 22 insediamenti (naselja):

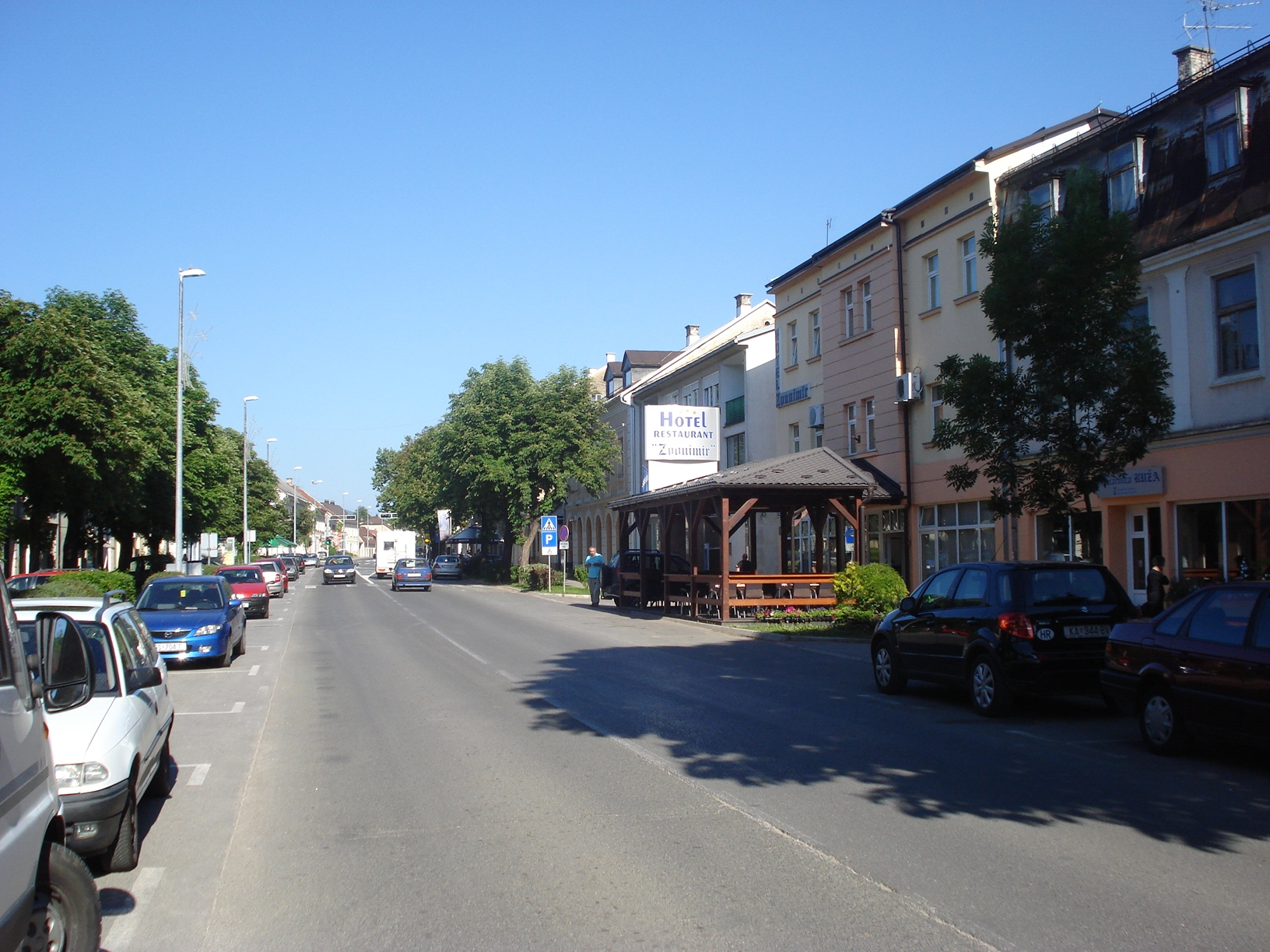
Otočac - via re Zvonimir di Croazia

- Brlog
- Brloška Dubrava
- Čovići
- Dabar
- Doljani
- Drenov Klanac
- Galavace
- Gorići
- Hrvatsko Polje
- Kompolje
- Kuterevo

- Ličko Lešće
- Lipovlje
- Otočac
- Podum
- Ponori
- Prozor
- Ramljani
- Sinac
- Staro Selo
- Škare
- Švica